# Gaby Mudingayi
Gabriel "Gaby" Mudingayi (Kinsasa, Zaire, 1 de octubre de 1981) es un 
futbolista belga de origen congoleño. Se desempeña como centrocampista en el AC Cesena de la Serie D italiana.

## Trayectoria

### Primeros años
Mudingayi se trasladó a Bélgica a una temprana edad y comenzó su carrera en la tercera división con el modesto club Union Saint-Gilloise. Mudingayi pasó dos temporadas con Saint-Gilloise, antes de pasar a la Jupiler League con el KAA Gent como un chico de diecinueve años de edad. Durante cuatro temporadas con el Gent, Mudingayi se estableció como un jugador de primera división y fue seleccionado para representar a Bélgica en categorías inferiores y de alto nivel por primera vez. 

### En Italia: Torino y Lazio
En enero de 2004, se unió a la Serie B de Italia con el Torino FC y les ayudó a ascender de nuevo a la Serie A en 2005. Sin embargo, el club se declaró en quiebra, y a todos los jugadores se les permitió salir. Así Mudingayi fue firmado por el SS Lazio, el 30 de agosto de 2005, por una cifra de 300.000 €. 
Mudingayi comenzó su carrera en el Lazio con lesiones insignificantes sufridas cuando jugaba en el Torino. Anotó su primer y único gol con la blanquiazul en la victoria por 4-1 sobre el Ascoli, pero más tarde esa temporada su pierna se rompió en una entrada de Fabio Cannavaro. Necesitaría hasta su segunda temporada en el Lazio para convertirse en un habitual titular en el centro del campo. Se convirtió en una figura popular entre la Lazio debido a sus incansable rendimiento.

### Bolonia F.C.
En julio de 2008, fue vendido al equipo recién ascendido Bolonia FC por una cifra de € 7.000.000 en efectivo más un jugador de trato. La Lazio recibió € 6.578M y el resto eran contribución variables y el otro honorario deducido para el agente y otros partidos. 
Desde la firma con el Bolonia, Mudingayi fue uno de los fijos en el centro del campo de al lado, lo que contribuyó a tres campañas exitosas de supervivencia. Él jugó más de 100 partidos Serie A con los colores Rossoblu.

### Inter de Milán
El 20 de julio de 2012, el Inter de Milán anunció que habían firmado a Mudingayi de Bolonia en calidad de préstamo con una opción de compra. Después de su liberación al final de la temporada 2013-2014 Mudingayi tenía algunas ofertas, pero los rechazó. 
En el Inter apenas tuvo oportunidades y no llegó a disputar más de 10 partidos en las dos temporadas que permaneció en Milán.

### Elche C. F.
En octubre de 2014 alcanza un acuerdo con el Elche C. F. de la Primera División de España para jugar hasta junio de 2015, con posibilidad de una ampliación.

### Cesena
En febrero de 2015 el Cesena confirma el fichaje del jugador había formado parte de la plantilla del Elche aunque no pudo llevarse a cabo su inscripción. Ahora buscará contribuir con su trabajo a la permanencia del cuadro blanquinegro en la Serie A italiana, donde cuenta con una amplia experiencia.

## Clubes
| Club                 | País    | Año         | PJ  | G |
| -------------------- | ------- | ----------- | --- | - |
| Union Saint-Gilloise | Bélgica | 1998 - 2000 | 35  | 1 |
| KAA Gent             | Bélgica | 2000 - 2004 | 63  | 0 |
| Torino FC            | Italia  | 2004 - 2005 | 34  | 1 |
| SS Lazio             | Italia  | 2005 - 2008 | 69  | 1 |
| Bolonia FC           | Italia  | 2008 - 2012 | 127 | 2 |
| Inter de Milán       | Italia  | 2012 - 2014 | 17  | 0 |
| Elche CF             | España  | 2014 - 2015 |     |   |
| AC Cesena            | Italia  | 2015 -      |     |   |